# Brigitte Zypries
Brigitte Zypries (ur. 16 listopada 1953 w Kassel) – niemiecka polityk i prawniczka, działaczka Socjaldemokratycznej Partii Niemiec (SPD), deputowana do Bundestagu, w latach 2002–2009 minister sprawiedliwości, w latach 2017–2018 minister gospodarki i energii.

## Życiorys
W 1972 podjęła studia prawnicze na Uniwersytecie w Gießen. W 1977 i 1980 zdała państwowe egzaminy prawnicze I oraz II stopnia. Do 1984 pracowała jako nauczyciel akademicki na macierzystej uczelni. Następnie do 1988 była zatrudniona w administracji rządowej w Hesji. Później pracowała do Federalnym Trybunale Konstytucyjnym. W 1991 została dyrektorem departamentu w urzędzie premiera Dolnej Saksonii. W 1997 premier tego landu, Gerhard Schröder, powierzył jej stanowisko sekretarza stanu w regionalnym ministerstwie ds. kobiet, pracy i spraw społecznych. Gdy w 1998 objął urząd kanclerza, mianował Brigitte Zypries sekretarzem stanu w federalnym resorcie spraw wewnętrznych.
W październiku 2002 dołączyła do drugiego gabinetu Gerharda Schrödera, obejmując w nim urząd ministra sprawiedliwości. Pozostała na tym stanowisku również w powołanym w październiku 2005 przez tzw. wielką koalicję pierwszym rządzie Angeli Merkel. Zajmowała je do października 2009.
W międzyczasie w 2005 z ramienia Socjaldemokratycznej Partii Niemiec po raz pierwszy uzyskała mandat deputowanej do Bundestagu. Z powodzeniem ubiegała się o reelekcję w wyborach w 2009 i 2013. W grudniu 2013 została powołana na parlamentarnego sekretarza stanu w ministerstwie gospodarki i energii. W styczniu 2017 została zaprzysiężona na nowego ministra gospodarki i energii w miejsce Sigmara Gabriela. Pełniła tę funkcję do marca 2018.